# 中華人民共和国商務部
中華人民共和国商務部（ちゅうかじんみんきょうわこくしょうむぶ）は、中華人民共和国国務院に属する行政部門。経済と貿易を管轄する。2003年に国家経済貿易委員会の貿易部門と対外経済貿易合作部とが合併して成立。北京の東長安街2号に本舎がある。日本の旧通商産業省（現：経済産業省）にあたる役所。

## 沿革
- 1949年11月2日、中央人民政府貿易部が成立
- 1952年8月7日、中央人民政府対外貿易部と中央人民政府商業部が成立
- 1952年9月3日、貿易部廃止
- 1961年3月1日、対外経済連絡総局が成立
- 1964年6月10日、対外経済連絡総局のもとで対外経済連絡委員会が成立
- 1970年8月6日、対外経済連絡委員会が対外経済連絡部に改組
- 1979年8月、中華人民共和国進出口管理委員会、中華人民共和国外国投資管理委員会が成立
- 1982年3月、対外貿易部、対外経済連絡部、国家進出口管理委員会、国家外国投資管理委員会が合併し対外経済貿易部となる
- 1982年3月8日、対外貿易部廃止
- 1993年3月16日、対外経済貿易部が対外経済貿易合作部と改称
- 2003年3月、対外経済貿易合作部が廃止、商務部が成立

## 内部機構
25の職能司（日本の庁にあたる）が置かれている。
- 弁公庁
- 人事教育労働司
- 政策研究室
- 条約法律司
- 計画財務司
- アジア司
- 西アジア・アフリカ司
- ヨーロッパ司
- アメリカ・オセアニア司
- 台湾・香港・澳門司
- 国際経済貿易関係司
- 世界貿易機関司（WTO中国政府通報諮問局）
- 対外貿易司
- 機械・電子製品進出口（輸出入）司（国家機械・電子進出口弁公室）
- 科学技術発展・技術貿易司
- 市場体系整備司
- 商業改革発展司
- 市場運営調節司（国家マユ・絹織物協調弁公室）
- 外国投資管理司
- 対外経済合作司
- 進出口（輸出入）公平貿易局
- 産業損害調査局
- 情報化司
- 外事司

## 歴代部長
貿易部、対外貿易部部長
- 葉季壮（1949年10月 - 1967年6月）

対外貿易部代部長
- 林海雲（1965年9月 - 1970年7月）

国家進出口管理委員会、国家外国投資管理委員会主任
- 谷牧（1979年8月 - 1982年3月）

対外経済貿易部部長
- 陳慕華（1982年3月 - 1985年3月）
- 鄭柘彬（1985年3月 - 1990年11月）
- 李嵐清（1990年11月 - 1993年3月）

対外貿易経済合作部部長
- 呉儀（1993年3月 - 1998年3月）
- 石広生（1998年3月 - 2003年3月)

商務部部長
- 呂福源（2003年3月 - 2004年2月）
- 薄熙来（2004年2月 - 2007年12月）
- 陳徳銘（2007年12月 - 2013年3月）
- 高虎城（2013年3月 - 2017年2月[1]）
- 鍾山（2017年2月[1] - 2020年12月）
- 王文濤（2020年12月 - ）